# Ype Dijkstra
Ype Dijkstra (Oranjewoud, 16 december 1944) is een Nederlands politicus van de PvdA.
Hij groeide op in de Friese plaats Fochteloo waar zijn ouders na de Tweede Wereldoorlog een boerderij hadden gekocht. Hij begon zijn carrière in het bedrijfsleven en is enige tijd wethouder in Epe geweest. Op 1 januari 1984 werd hij burgemeester van de Westfriese gemeente Barsingerhorn. Vanaf oktober 1985 was hij tevens waarnemend burgemeester van de naburige gemeente Niedorp. Op 1 januari 1990 was er een gemeentelijke herindeling waarbij Barsingerhorn opgeheven werd en voor een belangrijk deel naar Niedorp ging. Vanaf die datum was Dijkstra burgemeester van Niedorp.
In 1992 volgde zijn benoeming tot burgemeester van Boornsterhem wat hij tot 1 januari 2005 zou blijven. Twee maanden eerder werd Dijkstra waarnemend burgemeester van Zeewolde (gedurende die twee maanden had hij dus een dubbelfunctie) wat hij bleef tot hij begin 2007 vervroegd met pensioen ging.
Na de gemeenteraadsverkiezingen van 2010 werd hij in Zeewolde als informateur aangesteld.